# Belkacem Brahimi
Pour les articles homonymes, voir Brahimi.
Belkacem Brahimi (en arabe : بلقاسم براهيمي) est un footballeur algérien né le 20 janvier 1994 à Bou Saâda. Il évolue au poste d'arrière gauche à l'ES Sétif.

## Biographie
Avec le club du NA Hussein Dey, il joue 46 matchs en première division algérienne, inscrivant trois buts. Il participe également avec cette équipe à la Coupe de la confédération lors de la saison 2018-2019.
Avec l'équipe du MC Alger, il prend part à la Ligue des champions d'Afrique lors de la saison 2020-2021.